# Giulio Vignozzi
Giulio Vignozzi, all'anagrafe Palmiro Giuseppe Vignozzi (Livorno, 19 aprile 1908 – Trapani, 23 maggio 1934), è stato un calciatore italiano, di ruolo ala.

## Carriera
Ha esordito in Serie A con la maglia del Livorno il 1º marzo 1931 in Genoa-Livorno (3-2), disputando 7 partite nella stagione 1930-1931 e 19 gare con 3 reti segnate nel successivo campionato di Serie B 1931-1932.
Scomparve a soli 26 anni a causa del paratifo.